# Huancayo
Huancayo – miasto w środkowym Peru. Położone jest w Andach Środkowych, na wysokości około 3300 metrów, nad rzeką Mantaro. Jest ośrodkiem administracyjnym regionu Junín. Zostało założone w 1580 roku. Według spisu ludności z 22 października 2017 roku miasto liczyło 420 306 mieszkańców.
W mieście funkcjonuje przemysł spożywczy, drzewny, włókienniczy i skórzany. Jest ośrodkiem handlowym regionu rolniczego. Ponadto w Huancayo działają 3 uniwersytety. Miasto znajduje się przy linii kolejowej z Huancavelica do stolicy kraju, Limy.